# Stazione di Canistro
La stazione di Canistro è una fermata ferroviaria della ferrovia Avezzano-Roccasecca a servizio dell'omonimo comune.

## Storia
La fermata di Canistro ancora non esisteva quando venne aperta la ferrovia Avezzano-Roccasecca. A testimonianza di ciò nell'orario del 1902 i treni andavano da Civitella Roveto a Capistrello senza effettuare fermate intermedie.
La prima testimonianza dell'apertura della stazione ci viene data dall'orario del 1932; quindi la stazione è stata aperta in un periodo circoscritto tra il 1902 e 1932.
Nel 1937 la fermata venne spostata dalla progressiva chilometrica 62+277 alla progressiva 62+907 sempre in località Canistro Inferiore.

## Strutture e impianti
Il fabbricato viaggiatori è una struttura ad un solo livello, interamente chiusa al pubblico. La struttura è in muratura e tinteggiata di verde. Nel piazzale antistante il fabbricato viaggiatori c'è un giardino composto da aiuole e alberi decorativi che è abbastanza grande rispetto alle modeste dimensioni della fermata. È inoltre presente un altro edificio di minori dimensioni che ospita il deposito attrezzi.
Il piazzale ferroviario è composto da un unico binario. La banchina del binario si trova posta sopra un piccolo ponte, realizzato appositamente per ospitare la linea ferroviaria, e termina con un passaggio a livello. Il piano del ferro si trova ad una altezza superiore rispetto al piano stradale, è quindi necessario affrontare alcune scale.
Nell'estate del 2022 la Stazione, insieme all'intera linea, è stata interessata da lavori di rinnovo dell'armamento e attrezzaggio propedeutico per l'installazione del sistema di segnalamento di ultima generazione di tipo ETCS Regional livello 2/3, che verrà ultimato negli anni successivi.

## Movimento
Il servizio ordinario è svolto in esclusiva da Trenitalia (controllata del Gruppo Ferrovie dello Stato) per conto della Regione Abruzzo.
I treni  che effettuano servizio in questa stazione sono di tipo regionale.
In totale sono circa 12 i treni che effettuano servizio giornaliero in questa stazione e le loro principali destinazioni sono Cassino e Avezzano.

## Servizi
- Sala d'attesa